# Egyházasnádas
Egyházasnádas (1899-ig Podszkál, szlovákul Podskalie) község Szlovákiában, a Trencséni kerületben, a Vágbesztercei járásban.

## Fekvése
Vágbesztercétől 13 km-re délre fekszik.

## Története
1332-ben „Eghazasnadasd” néven említik.
A 18. század végén Vályi András így ír róla: „PODSZKÁL. Tót falu Trentsén Vármegyében, földes Urai Nozdroviczky, és több Uraságok, lakosai katolikusok, fekszik mintegy 1000 lépésnyire Trsztyétől, határjában legelője, fája van; de mivel földgye nem mindenütt jó termékenységű, második osztálybéli.”
Fényes Elek 1851-ben kiadott geográfiai szótárában így ír a faluról: „Podszkál, tót falu, Trencsén vmegyében, kősziklás hegyek közt: 420 kath., 22 zsidó lak. Kath. paroch. templom. 2 kastély. Egy meredek kőszálon valami régi várnak nyomait is szemlélhetni. F. u. Ordódy, Trsztyánszky. Ut. p. Trencsén.”
A trianoni békéig Trencsén vármegye Ilavai járásához tartozott.

## Népessége
| Év:            | 1994. | 2004.    | 2014.    | 2024.    |
| -------------- | ----- | -------- | -------- | -------- |
| Emberek száma: | 167   | 146      | 128      | 153      |
| Eltérés:       |       | -12,57 % | -12,32 % | +19,53 % |

| Év:            | 2023. | 2024. |
| -------------- | ----- | ----- |
| Emberek száma: | 153   | 153   |
| Eltérés:       |       | +0 %  |

1910-ben 269, túlnyomórészt szlovák lakosa volt.
2001-ben 154 lakosából 152 szlovák volt.
2011-ben 132 lakosából 126 szlovák volt.

## Nevezetességei
- Szent Márton püspök tiszteletére szentelt római katolikus temploma.
- A község felett két km hosszan húzódnak a szulyói sziklaképződmények. A sok melegkedvelő növény mellett sok különleges faj is megtalálható itt.